# Neoclytus impar
Neoclytus impar är en skalbaggsart som först beskrevs av Ernst Friedrich Germar 1824.  Neoclytus impar ingår i släktet Neoclytus och familjen långhorningar. Inga underarter finns listade i Catalogue of Life.